# Western voting
Western voting bezeichnet die Vermutung, dass es bei nationalen Wahlen in den Vereinigten Staaten durch die Bekanntgabe von Wahlumfragen oder Wahlergebnissen am Wahltag Auswirkungen auf die Wahlentscheidung oder die Wahlbeteiligung geben könnte. Wegen der vier Zeitzonen des US-amerikanischen Festlandes sind die Wahllokale an der Westküste noch geöffnet, während an der Ostküste schon Wahlergebnisse ausgezählt und veröffentlicht werden. Die Zeitspanne ist noch größer, wenn alle Bundesstaaten und bewohnten Außengebiete mit ihren neun Zeitzonen berücksichtigt werden.
Der Umstand wird von der Wahl- und Politikforschung zum Test verschiedener Hypothesen zum Wählerverhalten genutzt, die sich insbesondere auf den Einfluss der Veröffentlichungen von Wahlumfragen auf das Wählerverhalten beziehen. Beispiele sind der Mitläufereffekt oder der Underdog-Effekt.
Die bisher erfolgten Untersuchungen dazu lassen den Schluss zu, dass die Auswirkungen auf das Wählverhalten zu vernachlässigen sind. Schon 1966 gab es dazu eine amerikanische Studie, die zum gleichen Ergebnis kam.